# Fritillaria aurea
Fritillaria aurea là một loài thực vật có hoa trong họ Liliaceae. Loài này được Schott miêu tả khoa học đầu tiên năm 1854.